# Óscar Muñoz Oviedo
Óscar Luis Muñoz Oviedo (Ariguaní, 9 de mayo de 1993) es un deportista colombiano que compitió en taekwondo.
Muñoz fue criado en la ciudad de Valledupar desde la edad de 3 años. Participó en dos Juegos Olímpicos de Verano en los años 2012 y 2016, obteniendo una medalla de bronce en la edición de Londres 2012 en la categoría de –58 kg. Ganó tres medallas en el Campeonato Panamericano de Taekwondo entre los años 2010 y 2016.
Además participó en el reality Desafío 2018 donde representó al equipo costeño y resultó ganador con el 60,24% de la votación. En 2021 vuelve a participar en el programa como un Súper Humano, pasando a representar al equipo Alpha en el Desafío: The Box.

## Palmarés internacional
| Juegos Olímpicos        | Juegos Olímpicos      | Juegos Olímpicos  | Juegos Olímpicos |
| Año                     | Lugar                 | Medalla           | Categoría        |
| ----------------------- | --------------------- | ----------------- | ---------------- |
| 2012                    | Londres (Reino Unido) | Medalla de bronce | –58 kg           |
| Campeonato Panamericano |                       |                   |                  |
| Año                     | Lugar                 | Medalla           | Categoría        |
| 2010                    | Monterrey (México)    | Medalla de bronce | –58 kg           |
| 2012                    | Sucre (Bolivia)       | Medalla de bronce | –58 kg           |
| 2016                    | Querétaro (México)    | Medalla de plata  | –58 kg           |